# Mönchstraße 49 (Stralsund)
Das Gebäude Mönchstraße 49 in Stralsund ist ein denkmalgeschütztes Bauwerk in der Mönchstraße.

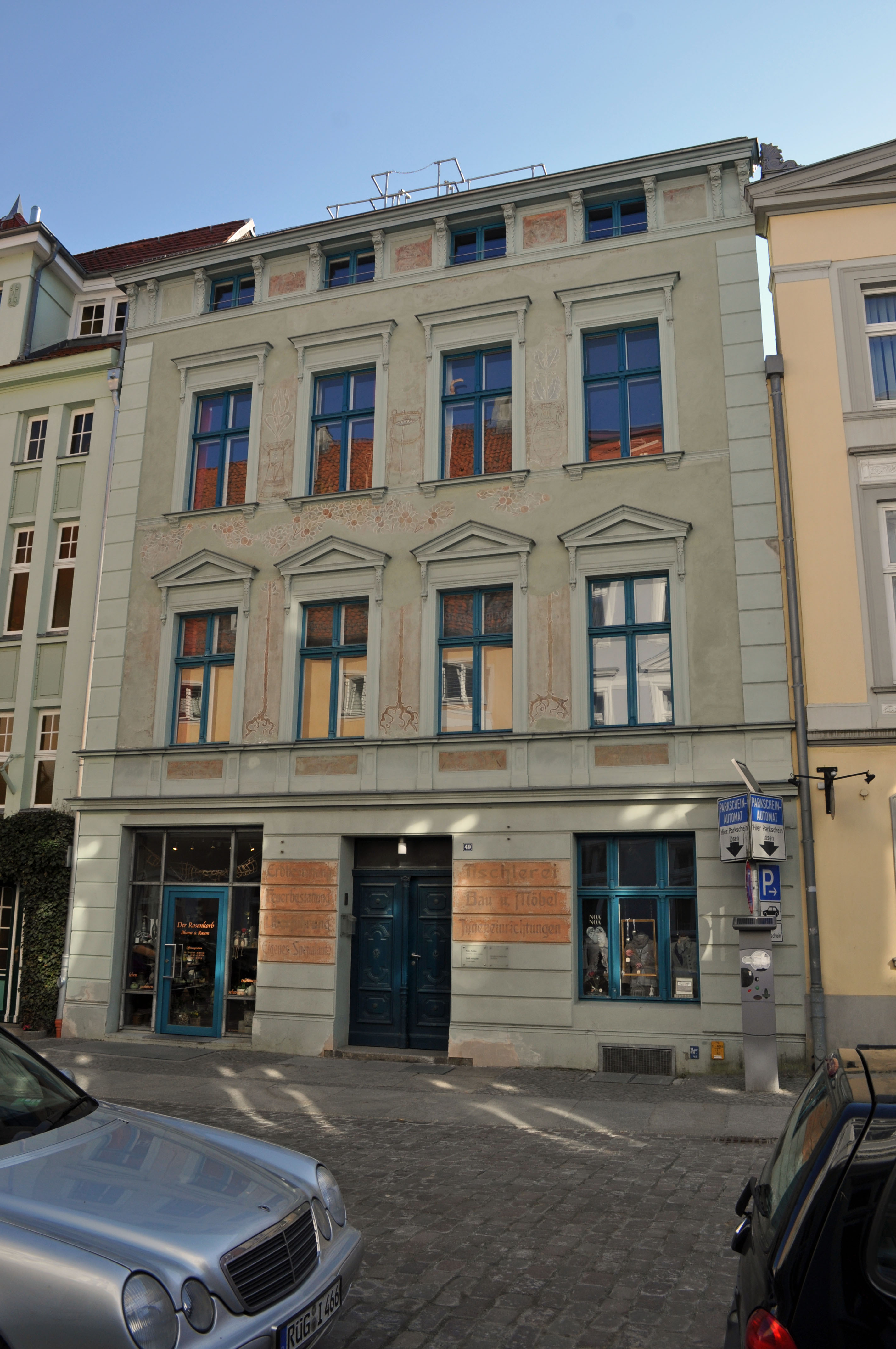
Haus Mönchstraße 49 in Stralsund (2012)

Das dreieinhalbgeschossige Haus wurde Ende des 19. Jahrhunderts errichtet. Die Fassade ist verputzt und weist Putznutung im Erdgeschoss und an den äußeren Gebäudekanten auf. Die Fenster im ersten und zweiten Obergeschoss sind überdacht. Jugendstilmalerei schmückt die Obergeschosse.
Das Haus im Kerngebiet des von der UNESCO als Weltkulturerbe anerkannten Stadtgebietes des Kulturgutes „Historische Altstädte Stralsund und Wismar“ ist in die Liste der Baudenkmale in Stralsund eingetragen.